# Los Botados
Los Botados é uma vila da República Dominicana pertencente à província de Monte Plata. Sua população estimada em 2012 era de 4 278 habitantes.